# Žižkovské divadlo Járy Cimrmana
Žižkovské divadlo Járy Cimrmana (ŽDJC) je divadlo na pražském Žižkově známé především účinkováním divadelního souboru Divadlo Járy Cimrmana. V divadle však účinkuje řada dalších souborů, např. Divadlo AQUALUNG, Divadlo 3D Company, Cimrman English Teatre, Divadlo A. Dvořáka Příbram a příležitostně i další divadelní organizace.
V čele divadla stojí ředitelka Jana Rumlenová, manželka herce Genadije Rumleny.

## Budova divadla
Divadlo sídlí v neorenesanční budově v Praze 3 v ulici Štítného 520/5. Je to řadový třípatrový dům s dvorním křídlem. Budova byla postavena v roce 1875, v přízemí byl hostinec (nazývaný původně U rytíře Dalimila, později U Jana Lucemburského) s tanečním sálem. Od roku 1992 je budova kulturní památkou.
Na začátku osmdesátých let 19. století byl hostinec zrušen a taneční síň byla v roce 1882 adaptována na kapli zasvěcenou Panně Marii; v té době to byl jediný sakrální prostor na Žižkově. Až v letech 1899–1903 byl na nedalekém Sladkovského náměstí postaven kostel sv. Prokopa. Uliční budova byla zvýšena o patro a bylo v ní umístěno gymnázium, později obchodní škola. Kaple byla využívána jako školní kaple.
Po roce 1919 upravil prostory žižkovský městský inženýr Jindřich Motejl pro divadlo. Z původního tanečního sálu a pozdější kaple vznikla ve dvorním křídle tzv. Masarykova síň, využívaná také k divadelním představením. V roce 1924 bylo upraveno a rozšířeno jeviště, v roce 1927 byly galerie přestavěny na balkón a divadlo bylo úpravou uličního křídla dovybaveno vestibulem se šatnami.
Kvůli zastaralému jevištnímu a bezpečnostnímu vybavení bylo divadlo v roce 1960 uzavřeno a znovu bylo po rekonstrukci uvedeno do provozu až v sezóně 1976–1977.
Sál divadla má kapacitu 230 diváků – v parteru je deset řad, na čelním balkónu čtyři řady.